# 100 найбільших авіаційних катастроф

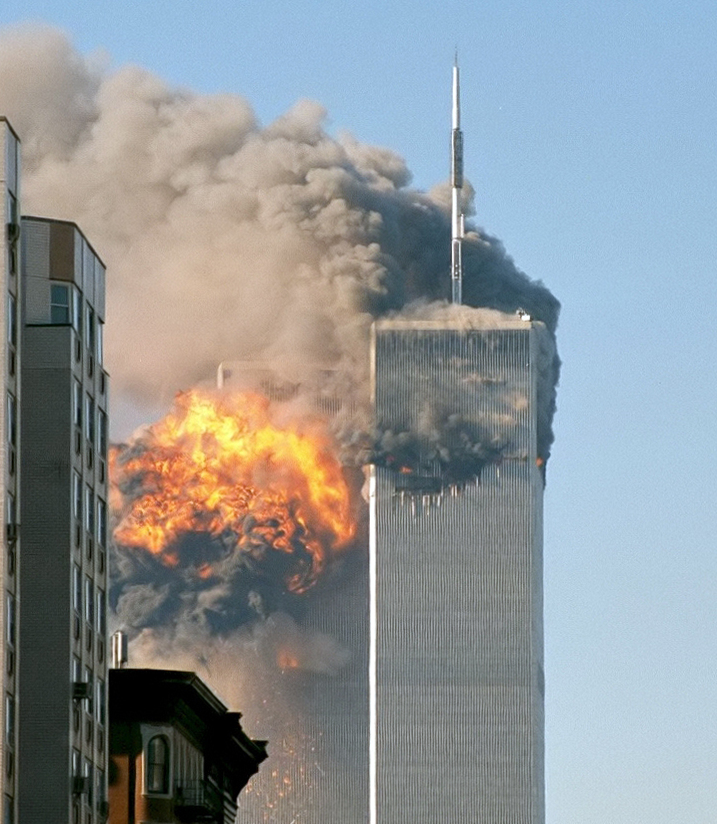
Зіткнення Boeing 767 (рейс UAL175) з башнею ВТЦ
(11 вересня 2001 року)

Даний список включає у себе 100 найбільших (за кількістю загиблих) авіаційних катастроф. Катастрофи розташовані за зменшенням числа загиблих. Якщо число загиблих збігається, то пріоритет має більш рання катастрофа. Число загиблих визначається сумою загиблих на борту літака та на землі. Якщо людина померла через 30 днів з моменту катастрофи, то це класифікується як «шкода здоров'ю зі смертельним результатом», тому вона не враховується як загибла. Зіткнення літаків розглядається як одна катастрофа. У статті вказана 101 катастрофа, оскільки у пунктах 100—101 однакова кількість загиблих.
З наведених у списку авіакатастроф 34 мають 200 і більше загиблих, 8 — понад 300. Варто зазначити, що хоча в списку присутні терористичні акти 11 вересня 2001 року (катастрофи двох Boeing 767 у Нью-Йорку і одного Boeing 757 у Вашингтоні), відповідно до американської Національної ради з безпеки на транспорті (NTSB) вони не потрапляють під визначення «авіаційна катастрофа». Тому найбільшою катастрофою окремого літака вважається катастрофа 12 серпня 1985 року Boeing 747 під Токіо (520 загиблих). Найбільшою авіаційною катастрофою в історії вважається 27 березня 1977 року зіткнення в аеропорту Лос-Родеос (583 загиблих).

## Список
- Число загиблих — загальне число загиблих в катастрофі, за винятком смертельно поранених (загинули пізніше, ніж через 30 днів).
- Дата — вказана за часовим поясом місця катастрофи.
- Ілюстрація — зображення повітряного судна.
- Повітряне судно — тип повітряного судна, що розбилося. У разі зіткнення вказані тільки повітряні судна, на яких були загиблі.
- Оператор — компанія, яка виконувала рейс. Якщо повітряне судно було зафрахтоване, то його власника вказано у дужках.
- Місце — місце катастрофи.
- Країна — країна, де сталася катастрофа (на момент події).
- Коментар — короткий опис катастрофи.

| №   | К-ть         | Дата              | Ілюстрація                                                           | Повітряне судно     | Оператор                                   | Місце                                          | Країна                         | Коментар                                                                | Д                           |
| --- | ------------ | ----------------- | -------------------------------------------------------------------- | ------------------- | ------------------------------------------ | ---------------------------------------------- | ------------------------------ | ----------------------------------------------------------------------- | --------------------------- |
| 1   | близько 1692 | 11 вересня 2001   | Літак розбився                                                       | B767-223ER          | American Airlines                          | Нью-Йорк                                       | США                            | Захоплений терористами. Зіткнення з північною баштою ВТЦ                | [ 5 ]                       |
| 2   | близько 965  | 11 вересня 2001   | Літак розбився                                                       | B767-222            | United Airlines                            | Нью-Йорк                                       | США                            | Захоплений терористами. Зіткнення з південною баштою ВТЦ                | [ 6 ]                       |
| 3   | 583          | 27 березня 1977   | Літак розбився · Boeing 747—121 компанії Pan Am                      | B747-206B B747-121  | KLM Pan Am                                 | Лос-Родеос, Тенерифе                           | Іспанія ( Канарські острови)   | Зіткнення на ЗПС                                                        | [ 7 ]                       |
| 4   | 520          | 12 серпня 1985    | Літак розбився                                                       | B747SR-46           | Japan Airlines                             | Гумма, біля Токіо                              | Японія                         | Втрата управління через руйнування гермошпангоута                       | [ 8 ]                       |
| 5   | 349          | 12 листопада 1996 | Boeing 747-168B компанії Saudi Arabian Airlines · Літак розбився     | B747-168B Іл-76ТД   | Saudi Arabian Airlines Kazakhstan Airlines | Чархи Дадри                                    | Індія                          | Зіткнення в повітрі                                                     | [ 9 ]                       |
| 6   | 346          | 3 березня 1974    | Літак розбився                                                       | DC-10-10            | Turkish Airlines                           | Ерменонвіль, поблизу Парижа                    | Франція                        | Вибухова декомпресія і втрата управління                                | [ 10 ]                      |
| 7   | 329          | 23 червня 1985    | Літак розбився                                                       | B747-237B           | Air-India                                  | Атлантика, 176 км від Корка                    | Відкрите море                  | Підірваний сикхськими терористами                                       | [ 11 ]                      |
| 8   | 301          | 19 серпня 1980    | Lockheed L-1011-385-1-15 TriStar 200 компанії Saudi Arabian Airlines | L1011-385-1-15 200  | Saudi Arabian Airlines                     | Ер-Ріяд                                        | Саудівська Аравія              | Пожежа на борту                                                         | [ 12 ]                      |
| 9   | 298          | 8 січня 1996      | Літак розбився                                                       | Ан-32Б              | African Air ( Moscow Airways)              | Кіншаса                                        | Заїр                           | При злеті викотився на ринок                                            | [ 13 ]                      |
| 10  | 298          | 17 липня 2014     | Літак розбився                                                       | B777-2H6ER          | Malaysia Airlines                          | неподалік Тореза Донецької області             | Україна                        | Збитий терористами зі ЗРК «Бук»                                         | [ 14 ] [ 15 ] [ 16 ] [ 17 ] |
| 11  | 290          | 3 липня 1988      | A300B2-203 компанії Iran Air                                         | A300B2-203          | Iran Air                                   | Ормузька протока                               | Відкрите море                  | Збитий крейсером «Vincennes» ВМС США                                    | [ 18 ]                      |
| 12  | 275          | 19 лютого 2003    | Іл-76МД Стражів Ісламської революції (IRGC)                          | Іл-76МД             | IRGC                                       | близько Кермана                                | Іран                           | Зіткнення з горою                                                       | [ 19 ]                      |
| 13  | 273          | 25 травня 1979    | Літак розбився                                                       | DC-10-10            | American Airlines                          | Чикаго                                         | США                            | Через відрив двигуна впав на трейлерний парк                            | [ 20 ]                      |
| 14  | 270          | 21 грудня 1988    | Літак розбився                                                       | B747-121            | Pan Am                                     | Локербі                                        | Велика Британія                | Підірваний лівійськими терористами і впав на місто                      | [ 21 ]                      |
| 15  | 269          | 1вересня 1983     | Літак розбився                                                       | B747-230B           | Korean Air Lines                           | Протока Лаперуза                               | Відкрите море                  | Збитий радянським винищувачем Су-15 після дворазового порушення кордону | [ 22 ]                      |
| 16  | 265          | 12 листопада 2001 | Літак розбився                                                       | A300B4-605R         | American Airlines                          | Нью-Йорк                                       | США                            | Через руйнування керма напряму впав на місто                            | [ 23 ]                      |
| 17  | 264          | 26 квітня 1994    | Airbus A300B4 компанії China Airlines                                | A300B4-622R         | China Airlines                             | Нагоя                                          | Японія                         | Втрата управління при посадці                                           | [ 24 ]                      |
| 18  | 261          | 11 липня 1991     | Літак розбився                                                       | DC-8-61             | Nigeria Airways ( Nationair)               | Джидда                                         | Саудівська Аравія              | Пожежа на борту                                                         | [ 25 ]                      |
| 19  | 257          | 28 листопада 1979 | Літак розбився                                                       | DC-10-30            | Air New Zealand                            | Еребус, острів Росса                           | Антарктида                     | Зіткнення з вулканом                                                    | [ 26 ]                      |
| 20  | 257          | 11 квітня 2018    | Іл-76ТД ВВС Алжиру                                                   | Іл-76ТД             | ВПС Алжиру                                 | Буфарік, Бліда                                 | Алжир                          | Розбився через кілька хвилин після злету                                |                             |
| 21  | 256          | 12 грудня 1985    | DC-8-63CF компанії Arrow Air                                         | DC-8-63CF           | Arrow Air                                  | Гандер                                         | Канада                         | Впав при злеті (обмерзання, або пожежа або вибух бомби)                 | [ 27 ]                      |
| 22  | 239          | 8 березня 2014    | Літак розбився                                                       | B777-2H6ER          | Malaysia Airlines                          | Індійський океан                               | Відкрите море                  | Упав у воду при нез'ясованих обставинах                                 | [ 28 ]                      |
| 23  | 234          | 26 вересня 1997   | Airbus A300B4-220 компанії Garuda Indonesia                          | A300B4-220          | Garuda Indonesia                           | біля Медана                                    | Індонезія                      | Зіткнення з горою                                                       | [ 29 ]                      |
| 24  | 230          | 17 липня 1996     | Літак розбився                                                       | B747-131            | Trans World Airlines                       | Атлантика, біля Нью-Йорку                      | США                            | Вибух випарів палива в баку                                             | [ 30 ]                      |
| 25  | 229          | 2 вересня 1998    | Літак розбився                                                       | MD-11               | Swissair                                   | Затока Святої Маргарет                         | Канада                         | Пожежа на борту                                                         | [ 31 ]                      |
| 26  | 228          | 6 серпня 1997     | Літак розбився                                                       | B747-3B5            | Korean Air                                 | Нимиц-Хилл, Асан                               | США ( Гуам)                    | Зіткнення з пагорбом                                                    | [ 32 ]                      |
| 27  | 228          | 1 червня 2009     | Літак розбився                                                       | A330-203            | Air France                                 | Атлантичний океан                              | Відкрите море                  | Відмова приладів через заледеніння                                      | [ 33 ]                      |
| 28  | 225          | 25 травня 2002    | Літак розбився                                                       | B747-209B           | China Airlines                             | Тайванська протока                             | Відкрите море                  | Вибухова декомпресія і руйнування в повітрі                             | [ 34 ]                      |
| 29  | 224          | 31 жовтня 2015    | Літак розбився                                                       | A321-231            | Metrojet (Когалимавіа)                     | Синайський півострів                           | Єгипет                         | Підірваний терористами                                                  | [ 35 ]                      |
| 30  | 223          | 26 травня 1991    | Літак розбився                                                       | B767-3Z9ER          | Lauda Air                                  | Пхутой, Данчанг                                | Таїланд                        | Падіння з ешелону через збій в роботі реверсу                           | [ 36 ]                      |
| 31  | 217          | 31 жовтня 1999    | Літак розбився                                                       | B767-366ER          | EgyptAir                                   | Атлантичний океан, 97 км від Нантакета         | Відкрите море                  | Впав з ешелону (технічна несправність або самогубство пілота)           | [ 37 ]                      |
| 32  | 213          | 1 січня 1978      | Літак розбився                                                       | B747-237B           | Air-India                                  | Аравийське море, біля Бомбею                   | Індія                          | При злеті впав у воду через несправність авіагоризонту                  | [ 38 ]                      |
| 33  | 203          | 16 лютого 1998    | A300-622R компанії China Airlines                                    | A300B4-622R         | China Airlines                             | Таоюань                                        | Китайська Республіка           | Вийшов з-під контролю екіпажу і впав на будинки                         | [ 39 ]                      |
| 34  | 200          | 10 липня 1985     | Ту-154Б-2 компанії Аерофлот                                          | Ту-154Б-2           | Аерофлот                                   | Кокпатас, біля Учкудука                        | СРСР ( Узбецька РСР)           | Через помилки екіпажу впав з ешелону і звалився у плаский штопор        | [ 40 ]                      |
| 35  | 199          | 17 липня 2007     | Airbus A320-230 компанії TAM Airlines                                | A320-233            | TAM Airlines                               | Сан-Паулу                                      | Бразилія                       | Викотився з ЗПС і врізався в склад                                      | [ 41 ]                      |
| 36  | 191          | 4 грудня 1974     | DC-8 компанії Martinair Holland N.V.                                 | DC-8-55F            | Martinair                                  | Маскелія                                       | Шрі-Ланка                      | Зіткнення з горою                                                       | [ 42 ]                      |
| 37  | 189          | 6 лютого 1996     | Літак розбився                                                       | B757-225            | Birgenair                                  | Атлантика, 26 км від Пуерто-Плата              | Відкрите море                  | Падіння з ешелону через збій в показаннях показника швидкості           | [ 43 ]                      |
| 38  | 189          | 11 вересня 2001   | Boeing 757—223 компанії American Airlines                            | B757-223            | American Airlines                          | Вашингтон                                      | США                            | Захоплений терористами. Зіткнення з будівлею Пентагону                  | [ 44 ]                      |
| 39  | 189          | 29 жовтня 2018    | Літак розбився                                                       | Boeing 737 MAX 8    | Lion Air                                   | Яванське море, біля Джакарти                   | Індонезія                      | Упав у море                                                             |                             |
| 40  | 188          | 3 серпня 1975     | Boeing 707-321C компанії Alia                                        | B707-321C           | Royal Air Maroc ( Alia)                    | Атлас, біля Агадиру                            | Марокко                        | Зіткнення з горою                                                       | [ 45 ]                      |
| 41  | 183          | 15 листопада 1978 | DC-8-63CF компанії Icelandic Airlines                                | DC-8-63CF           | Icelandic Airlines                         | Катунаяке, Негомбо                             | Шрі-Ланка                      | Врізався в землю до ЗПС                                                 | [ 46 ]                      |
| 42  | 183          | 9 травня 1987     | Літак розбився                                                       | Іл-62М              | LOT                                        | Варшава                                        | Польща                         | Пожежа двигуна і втрата управління                                      | .                           |
| 43  | 181          | 27 листопада 1983 | Літак розбився                                                       | B747-283B           | Avianca                                    | біля Мадриду                                   | Іспанія                        | Зіткнення з пагорбом                                                    | [ 48 ]                      |
| 44  | 180          | 1 грудня 1981     | Літак розбився                                                       | MD-81               | Inex-Adria Aviopromet                      | Сан-Пьетро, біля Аяччо                         | Франція ( Корсика)             | Зіткнення з горою                                                       | [ 49 ]                      |
| 45  | 178          | 11 серпня 1979    | Ту-134А компанії Аерофлот                                            | Ту-134А Ту-134АК    | Аерофлот                                   | Петриківський район, поблизу Дніпродзержинська | СРСР ( Українська РСР)         | Зіткнення в повітрі                                                     | [ 50 ]                      |
| 46  | 179          | 29 грудня 2024    | Boeing 737-8AS компанії Jeju Air                                     | Boeing 737-8AS      | Jeju Air                                   | Муан                                           | Республіка Корея               | Викочування за межі ЗПС, розслідування триває                           |                             |
| 47  | 178          | 11 жовтня 1984    | Ту-154Б-1 компанії Аерофлот                                          | Ту-154Б-1           | Аерофлот                                   | Омськ                                          | СРСР ( РРФСР)                  | Зіткнення на ЗПС з аеродромними машинами                                | [ 51 ]                      |
| 48  | 177          | 10 вересня 1976   | Літак розбився · DC-9-30 компанії Inex-Adria Aviopromet              | HS-121-3B DC-9-31   | British Airways Inex-Adria Aviopromet      | Врбовець                                       | Югославія ( СР Хорватія)       | Зіткнення в повітрі                                                     | [ 52 ]                      |
| 49  | 176          | 22 січня 1973     | Літак розбився                                                       | B707-3D3C           | Nigeria Airways ( Alia)                    | Кано                                           | Нігерія                        | Жорстка посадка, що призвела до руйнування шасі і літака                | [ 53 ]                      |
| 50  | 176          | 7 червня 1989     | Літак розбився                                                       | DC-8-62             | Surinam Airways                            | біля Парамарібо                                | Суринам                        | При посадці врізався в дерева                                           | [ 54 ]                      |
| 51  | 176          | 8 січня 2020      |                                                                      | B737-8KV            | МАУ                                        | Халаджабад, 15 км на південь від Тегерану      | Іран                           | Збитий військово-повітряними силами Ірану при злеті                     | [ 55 ]                      |
| 52  | 174          | 13 жовтня 1972    | Іл-62 компанії Аерофлот                                              | Іл-62               | Аерофлот                                   | Нерське озеро                                  | СРСР ( РСФСР)                  | Врізався в землю при заході на посадку                                  | [ 56 ]                      |
| 53  | 171          | 3 вересня 1989    | Іл-62М компанії Cubana                                               | Іл-62М              | Cubana                                     | Гавана                                         | Куба                           | Під час зльоту у шторм впав на місто                                    | [ 57 ]                      |
| 54  | 170          | 19 вересня 1989   | Літак розбився                                                       | DC-10-30            | UTA                                        | Тенере, біля Більми                            | Нігер                          | Підірваний терористами                                                  | [ 58 ]                      |
| 55  | 170          | 22 серпня 2006    | Літак розбився                                                       | Ту-154М             | Пулково                                    | Суха Балка під Донецьком                       | Україна                        | Через помилку екіпажу впав з ешелону                                    | [ 59 ]                      |
| 56  | 169          | 30 січня 2000     | Літак розбився                                                       | A310-304            | Kenya Airways                              | Гвінейська затока, біля Абіджана               | Кот-д'Івуар                    | Після злету впав в океан                                                | [ 60 ]                      |
| 57  | 168          | 15 липня 2009     | Літак розбився                                                       | Ту-154М             | Caspian Airlines                           | Джаннатабад                                    | Іран                           | Впав з ешелону через відмову двигуна                                    | [ 61 ]                      |
| 58  | 167          | 31 квітня 1986    | Boeing 727-264Adv компанії Mexicana                                  | B727-264            | Mexicana                                   | Ель-Карбон, поблизу Марават                    | Мексика                        | Пожежа на борту                                                         | [ 62 ]                      |
| 59  | 167          | 28 вересня 1992   | A300B4-203 компанії Pakistan International Airlines (PIA)            | A300B4-203          | PIA                                        | біля Катманду                                  | Непал                          | Зіткнення з горою                                                       | [ 63 ]                      |
| 60  | 166          | 8 липня 1980      | Ту-154Б-2 компанії Аерофлот                                          | Ту-154Б-2           | Аерофлот                                   | Алма-Ата                                       | СРСР ( Казахська РСР)          | При злеті в поганих метеоумовах впав на місто                           | [ 64 ]                      |
| 61  | 163          | 3 червня 2012     | Літак розбився                                                       | MD-83               | Dana Air                                   | Лагос                                          | Нігерія                        | Після відмови двигуна впав на місто                                     | [ 65 ]                      |
| 62  | 162          | 30 липня 1971     | Boeing 727—281 компанії ANA                                          | B727-281            | ANA                                        | Сідзукуїсі                                     | Японія                         | Зіткнення в повітрі з F-86                                              | [ 66 ]                      |
| 63  | 162          | 28 грудня 2014    | Літак розбився                                                       | A320-216            | Indonesia AirAsia                          | Яванське море                                  | Індонезія                      | Впав з ешелону при прольоті області грози                               | [ 67 ]                      |
| 64  | 160          | 6 червня 1994     | Ту-154М компанії China Northwest Airlines                            | Ту-154М             | China Northwest Airlines                   | біля Сіаню                                     | КНР                            | Руйнування в повітрі через збій в роботі автопілота                     | [ 68 ]                      |
| 65  | 160          | 16 серпня 2005    | Літак розбився                                                       | MD-82               | West Caribbean Airways                     | біля Мачикеса                                  | Венесуела                      | Через помилку екіпажу впав з ешелону                                    | [ 69 ]                      |
| 66  | 159          | 28 листопада 1987 | Літак розбився                                                       | B747-244BM          | SAA                                        | Індійський океан, 248 км від Маврикія          | Відкрите море                  | Пожежа на борту                                                         | [ 70 ]                      |
| 67  | 159          | 20 грудня 1995    | Boeing 757—223 компанії American Airlines                            | B757-223            | American Airlines                          | Ель-яр, біля Калі                              | Колумбія                       | Зіткнення з горою                                                       | [ 71 ]                      |
| 68  | 159          | 3 червня 2012     | MD-83 компанії Dana Air                                              | MD-83               | Dana Air                                   | Лагос                                          | Нігерія                        | Після відмови двигуна впав на місто                                     |                             |
| 69  | 158          | 26 вересня 1992   | Lockheed C-130H Нигерийских ВВС                                      | C-130H-LM           | ВПС Нігерії                                | Еджигбо, біля Лагосу                           | Нігерія                        | Після злету відмовили три двигуни                                       | [ 72 ]                      |
| 70  | 158          | 22 травня 2010    | Літак розбився                                                       | B737-8HG            | Air-India Express                          | Мангалур                                       | Індія                          | Викочування за межі ЗПС                                                 | [ 73 ]                      |
| 71  | 157          | 22 грудня 1992    | Літак розбився                                                       | B727-2L5            | Libyan Arab Airlines                       | біля Триполі                                   | Лівія                          | Зіткнення в повітрі з МіГ-23 або збитий                                 | [ 74 ]                      |
| 72  | 156          | 14 серпня 1972    | Іл-62 компанії Interflug                                             | Іл-62               | Interflug                                  | Кенигс-Вустерхаузен                            | НДР                            | Пожежа на борту                                                         | [ 75 ]                      |
| 73  | 156          | 26 листопада 1979 | Boeing 707-340C компанії Pakistan International Airlines (PIA)       | B707-340C           | PIA                                        | Хіджаз, поблизу Таіфа                          | Саудівська Аравія              | Пожежа на борту                                                         | [ 76 ]                      |
| 74  | 156          | 16 серпня 1987    | MD-82 компанії Northwest Airlines                                    | MD-82               | Northwest Airlines                         | Метро Детройт                                  | США                            | При злеті впав на шосе                                                  | [ 77 ]                      |
| 75  | 155          | 12 травня 1968    | C-130B ВВС США                                                       | C-130B              | ВПС США                                    | Кхамдик                                        | Республіка В'єтнам             | Збитий армією в'єтконгівців                                             | [ 78 ]                      |
| 76  | 155          | 11 березня 1969   | DC-9 компанії Viasa                                                  | DC-9-32             | Viasa                                      | Ла-Тринідад, Маракайбо                         | Венесуела                      | Через перевантаження впав на місто                                      | [ 79 ]                      |
| 77  | 155          | 3 листопада 1972  | CV-990 компанії Spantax                                              | CV-990-30A-5        | Spantax                                    | Лос-Родеос, Тенерифе                           | Іспанія ( Канарські острови)   | Через дезорієнтацію пілотів впав після злету                            | [ 80 ]                      |
| 78  | 155          | 4 квітня 1975     | C-5A ВВС США                                                         | C-5A                | ВПС США                                    | біля Таншоннята                                | Республіка В'єтнам             | Вибухова декомпресія і втрата управління                                | [ 81 ]                      |
| 79  | 154          | 19 вересня 1976   | Boeing 727-2F2 компанії Türk Hava Yollari (THY)                      | B727-2F2            | Turkish Airlines                           | Іспарта                                        | Туреччина                      | Пілот прийняв шосе за ЗПС. Зіткнення з пагорбом                         | [ 82 ]                      |
| 80  | 154          | 29 вересня 2006   | Boeing 737-8EH компанії Gol                                          | B737-8EH            | Gol                                        | біля Пейшоту-ди-Азеведу                        | Бразилія                       | Зіткнення в повітрі з Embraer 600                                       | [ 83 ]                      |
| 81  | 154          | 20 серпня 2008    | Літак розбився                                                       | MD-82               | Spanair                                    | Барахас, Мадрид                                | Іспанія                        | Втрата управління при злеті                                             | [ 84 ]                      |
| 82  | 153          | 9 липня 1982      | Boeing 727—235 компанії Pan Am                                       | B727-235            | Pan Am                                     | Кеннер                                         | США                            | При злеті в грозу впав на місто                                         | [ 85 ]                      |
| 83  | 152          | 30 червня 2009    | Літак розбився                                                       | A310-324            | Yemenia                                    | Індійський океан, біля Митзамиули              | Комори                         | Заходячи на посадку, врізався у воду                                    | [ 86 ]                      |
| 84  | 152          | 28 липня 2010     | Літак розбився                                                       | A321-231            | Airblue                                    | біля Ісламабада                                | Пакистан                       | Зіткнення з горою                                                       | [ 87 ]                      |
| 85  | 150          | 24 березня 2015   | Літак розбився                                                       | A320-211            | Germanwings                                | Прованські Альпи                               | Франція                        | Зіткнення з горою                                                       | [ 88 ]                      |
| 86  | 149          | 4 травня 2002     | Літак розбився (в период работы в Tarom)                             | BAC 1-11-525FT      | EAS Airlines                               | Кано                                           | Нігерія                        | Через відмову двигунів впав на місто                                    | [ 89 ]                      |
| 87  | 149          | 5 вересня 2005    | Літак розбився                                                       | B737-230            | Mandala Airlines                           | Медан                                          | Індонезія                      | Викочування за межі ЗПС і зіткнення з будинками                         | [ 90 ]                      |
| 88  | 148          | 19 лютого 1985    | Boeing 727—256 компанії Iberia                                       | B727-256            | Iberia                                     | Ойз, близ Більбао                              | Іспанія                        | Зіткнення з телевежею на горі                                           | [ 91 ]                      |
| 89  | 148          | 3 січня 2004      | Літак розбився                                                       | B737-3Q8            | Flash Airlines                             | Червоне море, поблизу Шарм-еш-Шейху            | Єгипет                         | Після злету впав у море                                                 | [ 92 ]                      |
| 90  | 146          | 25 квітня 1980    | Літак розбився                                                       | B727-46             | Dan-Air Services                           | Есперанса, Тенеріфе                            | Іспанія ( Канарські острови)   | Зіткнення з горою                                                       | [ 93 ]                      |
| 91  | 145          | 4 липня 2001      | Ту-154М компанії Владивосток Авиа                                    | Ту-154М             | Владивосток Авіа                           | Бурдаковка, поблизу Іркутська                  | Росія                          | Завалювання при заході на посадку                                       | [ 94 ]                      |
| 92  | 144          | 25 вересня 1978   | Boeing 727—214 компанії Pacific Southwest Airlines (PSA)             | B727-214 Cessna 172 | PSA Gibbs Flite Center, Inc.               | Сан-Дієго                                      | США                            | Зіткнення в повітрі і падіння на місто                                  | [ 95 ]                      |
| 93  | 144          | 8 лютого 1989     | Літак розбився                                                       | B707-331B           | Independent Air                            | Пико-Альто, Санта-Марія                        | Португалія ( Азорські острови) | Зіткнення з горою                                                       | [ 96 ]                      |
| 94  | 144          | 7 листопада 1996  | Boeing 727—200 компанії ADC Airlines                                 | B727-231            | ADC Airlines                               | Імота                                          | Нігерія                        | Втрата управління при ухиленні від зіткнення                            | [ 97 ]                      |
| 95  | 143          | 17 березня 1988   | Boeing 727-21 компанії Avianca                                       | B727-21             | Avianca                                    | Ель-Еспартільо, поблизу Кукута                 | Колумбія                       | Зіткнення з горою                                                       | [ 98 ]                      |
| 96  | 143          | 23 серпня 2000    | A320-212 компанії Gulf Air                                           | A320-212            | Gulf Air                                   | Перська затока, біля Мухаррака                 | Бахрейн                        | Врізався у воду при переході на друге коло                              | [ 99 ]                      |
| 97  | 143          | 30 червня 2015    | Літак розбився                                                       | KC-130B             | ВПС Індонезії                              | Медан                                          | Індонезія                      | Після зльоту впав на місто                                              | [ 100 ]                     |
| 98  | 141          | 24 листопада 1992 | Boeing 737-3Y0 компанії China Southern Airlines                      | B737-3Y0            | China Southern Airlines                    | біля Гуйліню                                   | КНР                            | Втрата управління через асиметрію тяги                                  | [ 101 ]                     |
| 99  | 141          | 18 грудня 1995    | Літак розбився (в период работы в Líneas Aéreas Paraguayas)          | L-188C              | Trans Service Airlift                      | Каунгула                                       | Ангола                         | Впав через перевантаження і порушення центрування                       | [ 102 ]                     |
| 100 | 141          | 29 серпня 1996    | Ту-154М компанії Внуковські авіалинії                                | Ту-154М             | Внуковські авіалінії                       | Шпіцберген, біля Лонг'їра                      | Норвегія                       | Зіткнення з горою                                                       | [ 103 ]                     |